# 204 Kallisto
Kallisto (asteroide 204) é um asteroide da cintura principal com um diâmetro de 48,57 quilómetros, a 2,213353 UA. Possui uma excentricidade de 0,1719995 e um período orbital de 1 596,33 dias (4,37 anos).
Kallisto tem uma velocidade orbital média de 18,21724513 km/s e uma inclinação de 8,27148º.
Este asteroide foi descoberto em 8 de Outubro de 1879 por Johann Palisa.
Este asteroide recebeu este nome em homenagem à personagem Calisto, da mitologia grega.